# Ele Alenius
Ele Allan Alenius, född 5 juni 1925 i Tammerfors, död 19 november 2022 i Helsingfors, var en finländsk politiker och statsvetare. Han var biträdande finansminister 1966–1970 och ordförande för Demokratiska förbundet för Finlands folk 1966–1977.
Alenius, som var son till filosofie magister August Felix Alenius och Sylvia Matilda Koskinen, blev student 1945, politices kandidat 1948, politices licentiat 1956 och politices doktor 1958. Planerna på en akademisk karriär grusades då professorn i nationalekonomi Hugo E. Pipping nekade honom en assistenttjänst på grund av hans medlemskap i Akademiska socialistiska samfundet (ASS) och han blev därför verkställande direktör för Artegrafica Oy 1958.
Alenius var vice ordförande i Demokratiska förbundet för Finlands folk (DFFF) 1963–1967, generalsekreterare 1965–1967 och ordförande 1967–1979. Han var ledamot av Finlands riksdag 1966–1977 och andre finansminister 1966–1970. Han var medlem av Finlands FN-delegation 1962 och av direktionen för Finlands Bank 1977–1992.
Alenius framträdde på 1960-talet som ledare för den icke-kommunistiska flygeln inom den folkdemokratiska rörelsen. Han protesterade mot ockupationen av Tjeckoslovakien 1968 och utsattes av den anledningen i fortsättningen för sovjetiska påtryckningar, men gav inte vika. Han har publicerat bland annat Kansainväliset pääomasiirrot työllisyyspolitiikan välineinä (akademisk avhandling, 1958) och memoarer, Salatut tiet (1995 och 2000).